# Amarjeet Singh
Amarjeet Singh (* 1. Mai 1981) ist ein ehemaliger indischer Leichtathlet, der sich auf den Dreisprung spezialisiert hat.

## Sportliche Laufbahn
Erste internationale Erfahrungen sammelte Amarjeet Singh im Jahr 2002, als er bei den Asienmeisterschaften in Colmbo mit einer Weite von 16,12 m den vierten Platz belegte. Im Jahr darauf gelangte er bei den Afro-asiatischen Spielen in Hyderabad mit 15,43 m auf den siebten Platz und 2004 siegte er mit 16,16 m bei den Südasienspielen in Islamabad. 2008 gewann er dann bei den Hallenasienmeisterschaften in Doha mit einem Sprung auf 16,24 m die Silbermedaille hinter dem Kasachen Roman Walijew und stellte damit einen neuen indischen Landesrekord auf. 2009 wurde er bei den Hallenasienspielen in Hanoi mit 15,68 m Fünfter und im Jahr darauf erreichte er bei den Commonwealth Games in Neu-Delhi mit 16,00 m auf Rang neun. Anschließend nahm er an den Asienspielen in Guangzhou teil und klassierte sich dort mit 16,15 m auf dem siebten Platz. 2013 bestritt er in Delhi seinen letzten offiziellen Wettkampf und beendete daraufhin seine aktive sportliche Karriere im Alter von 32 Jahren.
In den Jahren 2002 und 2004 wurde Singh indischer Meister im Dreisprung.

## Persönliche Bestleistungen
- Dreisprung: 16,77 m (0,0 m/s), 26. Juni 2008 in Nakhon Ratchasima
  - Dreisprung (Halle): 16,24 m, 15. Februar 2008 in Doha